# Alter Jüdischer Friedhof (Sátoraljaújhely)

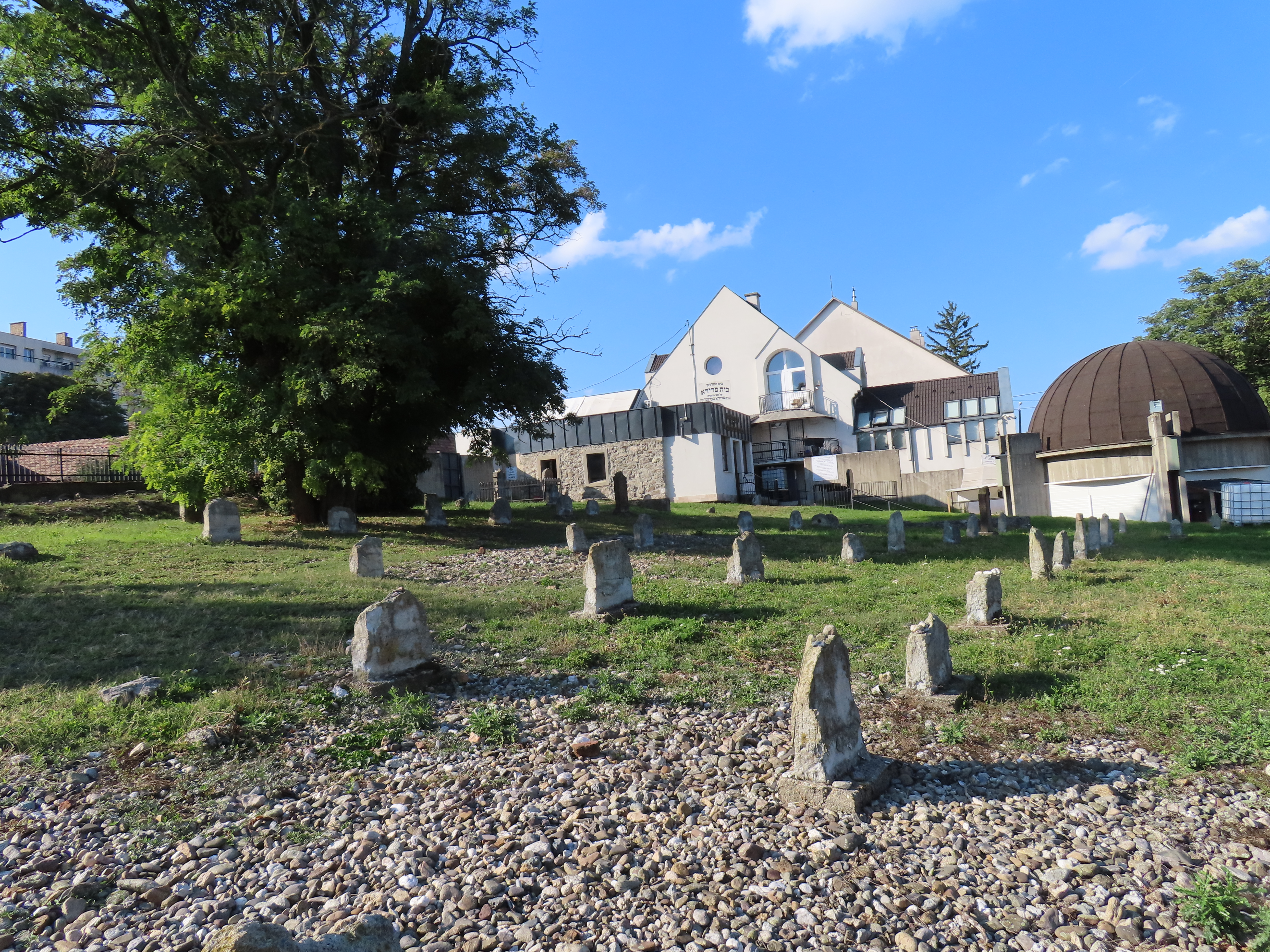
Alter Jüdischer Friedhof in Sátoraljaújhely mit Mausoleum

Der Alte Jüdische Friedhof in Sátoraljaújhely, einer Stadt im Komitat Borsod-Abaúj-Zemplén in Ungarn, liegt im Süden des Ortes zwischen den Straßen Esze utca und der Pataki utca.
Der Friedhof ist in einem guten Zustand (2024). Die meisten Grabsteine der in Reihen angelegten Gräber stehen aufrecht, sind aber zum größten Teil zerbrochen.
Der Wunderrabbi Mosche (Moses) Teitelbaum ist auf dem Friedhof bestattet. Ein für ihn erbautes Mausoleum steht an der nordöstlichen Ecke des Friedhofs.
Neue Gebäude neben dem Friedhof sind für Pilger zum Grab von Moses Teitelbaum errichtet. Zu ihnen gehören ein Gebetsraum, ein rituelles Bad (Mikwe) sowie Ruheräume.
Im Norden von Sátoraljaújhely liegt neben dem christlichen Friedhof der „Neue Jüdische Friedhof“.